# Wendenstöcke
Die Wendenstöcke sind eine Gebirgsgruppe der Urner Alpen in der Schweiz. Der Hauptgipfel heisst Gross Wendenstock und hat eine Höhe von 3042 m ü. M., der Chlyn-Wendenstock ist 2953 m ü. M. hoch.
Die Gruppe liegt auf dem Gebiet des Kantons Bern, etwa einen Kilometer entfernt von der Grenze zum Kanton Obwalden. Die Gipfel liegen westlich des Reissend Nollen und sind von diesem durch den Wendesattel getrennt. Weiter westlich folgen auf derselben Gratlinie Pfaffenhüöt (3007 m ü. M.) und Mären (2970 m ü. M.), die schon zur Gadmerflüö zählen. Schliesslich läuft der Grat als Achtelsassgrätli in Richtung Innertkirchen langsam aus. Der gesamte Gebirgsgrat trennt das Gental von dem Gadmertal.